# Robert George Spencer Hudson
Robert George Spencer Hudson (17 novembre 1895 - 29 décembre 1965) est un géologue et paléontologue anglais. 

## Jeunesse
Il est né à Rugby, Warwickshire, le fils aîné de Robert Spencer Hudson ,,,. Il fait ses études à la St Matthew's School puis à la Lawrence Sheriff School, où son intérêt pour la géologie commence grâce à un maître d'école emmenant les élèves à la recherche de fossiles dans les strates utilisées pour la fabrication du ciment.
Hudson quitte l'école en 1913 et devient élève-enseignant à l'école Elborow. Pendant la Première Guerre mondiale, il sert dans les Artists' Rifles et le Royal Warwickshire Regiment, devenant sous-lieutenant (capitaine par intérim). En 1918, il étudie la géologie à l'University College de Londres, obtenant son diplôme avec les honneurs de première classe en 1920.

## Carrière
Il se lance dans une carrière universitaire, d'abord à l'University College de Londres, puis à l'Université de Leeds où il devient professeur de géologie. En 1946, il rejoint l'Iraq Petroleum Company et fait de nombreux voyages sur le terrain au Kurdistan, sous mandat britannique de Palestine, en Irak et à Oman. Il prend sa retraite de l'Iraq Petroleum Company en 1958 et devient chercheur Iveagh au Trinity College de Dublin en 1960. Il y est nommé à la chaire de géologie et de minéralogie en 1961.
En 1958, il reçoit la médaille Murchison de la Société géologique de Londres pour «sa contribution significative à la science au moyen d'un corpus de recherche substantiel».
Il est élu membre de la Royal Society en 1961 . Il est également vice-président de la Société géologique de Londres et président fondateur de la Paleontological Association. Il publie plus d'une centaine d'articles entre 1923 et 1966. Il est mort dans son appartement de l'université à Dublin.